# L'amore a 13 anni
L'amore a 13 anni (Children on Their Birthdays) è un film del 2002 diretto da Mark Medoff.

## Trama
Nell'estate del 1947, una misteriosa ragazza di tredici anni, accompagnata dalla madre muta, appaiono apparentemente dal nulla. Due ragazzi di tredici anni si innamorano entrambi della nuova arrivata e si trovano in rotta di collisione con gli altri abitanti della città di Medda, che potrebbero distruggere la loro amicizia...

## Riconoscimenti
Platinum Award for Independent Theatrical Feature Films - Family/Children at WorldFest Houston